# Lords of Football
Lords of Football ("Signori del calcio") è un videogioco di genere sportivo manageriale che è uscito esclusivamente sulla piattaforma Microsoft Windows il 5 aprile 2013.

## Modalità di gioco
Il giocatore impersona un allenatore di calcio in tutte le sue sfaccettature. Oltre a lavorare con i suoi giocatori sul campo, può vivere e interagire durante la loro vita extra calcistica e in generale sulle dinamiche che ruotano attorno al club. La visuale del gioco è in prima persona ma può essere cambiata nel corso del gameplay. Gli obblighi del giocatore sono gli stessi di un calciatore: soddisfare le aspettative dei tifosi e della società facendo sempre attenzione al rapporto con il presidente e problemi dello spogliatoio.